# Le ragazze dei quartieri alti
Le ragazze dei quartieri alti (Uptown Girls) è un film del 2003 diretto da Boaz Yakin ed adattato su una storia di Allison Jacobs sulla sceneggiatura di Julia Dahl, Mo Ogrodnik e Lisa Davidowitz. Protagoniste sono Brittany Murphy e Dakota Fanning.

## Trama
Molly Gunn è una giovane donna generosa e dallo spirito libero che vive dell'ampio fondo fiduciario del suo defunto padre, la rockstar Tommy Gunn, morto in un incidente aereo insieme alla madre di Molly quando era una bambina. Molly si innamora del cantante Neal Fox quando canta alla sua festa di compleanno, organizzata dai suoi migliori amici Huey e Ingrid. Molly e Neal trascorrono diversi giorni e notti di passione nel suo appartamento, fino a quando Neal se ne va bruscamente e dice che non può far parte della sua vita disordinata. Per peggiorare le cose, scopre che il commercialista di suo padre le ha rubato le sue ricchezze ed è fuggito, lasciandola senza soldi e senza casa. Molly si trasferisce da Ingrid, a condizione che si trovi un lavoro.
Molly inizia a lavorare come tata per una bambina di otto anni, Lorraine "Ray" Schleine, che mostra comportamenti ossessivi ipocondriaci. La madre di Ray, Roma, è una ricca manager musicale e non è coinvolta nella vita di sua figlia. Il padre di Ray è in coma indotto da un ictus e viene curato a casa da un'infermiera privata, il che fa sì che Ray reprima le sue emozioni e mantenga un rigoroso regime di ordine. Anche se le piace il balletto, Ray si rifiuta di fare freestyle e spesso cita Michail Baryšnikov: "I fondamentali sono gli elementi costitutivi del divertimento". Molly tenta di mostrarle come divertirsi, il che all'inizio causa conflitti tra loro, ma alla fine Ray inizia ad abbassare la sua guardia.
Molly continua a cercare Neal e trova la sua giacca fortunata nella speranza di rivederlo. Dopo un incidente in cucina, Molly causa un incendio che danneggia la giacca di Neal. Molly ridisegna la giacca per riparare il danno, ma Neal rompe con Molly quando la vede, insistendo sul fatto che deve concentrarsi sulla sua carriera musicale e non ha tempo per la sua volitività. Poco dopo, ottiene un contratto discografico con Roma e gira un video musicale di successo con una canzone che Molly lo ha ispirato a scrivere, il tutto mentre indossa la giacca fatta da Molly. Disgustata, Molly accetta i suggerimenti di Ingrid di vendere i suoi beni in modo che possa dimostrare che sta crescendo. Tuttavia, dopo un litigio, Ingrid caccia Molly e lei va a vivere con Huey. Una notte, dopo aver litigato e essendo di nuovo ferito da Neal, Molly dorme a casa di Ray sentendosi sola nell'appartamento di Huey e trova Neal una mattina, avendo dormito con Roma.
L'amicizia tra Molly e Ray continua a svilupparsi quando Molly porta Ray a Coney Island e spiega che quando i suoi genitori sono morti, è scappata a Coney Island e ha fatto un giro sulle tazze da tè. Molly incoraggia Ray a parlare con suo padre in coma e promette che lo aiuterà a migliorare. Tuttavia, il padre di Ray muore il giorno dopo e Ray ordina a Roma di licenziare Molly. Nell'ufficio di Roma, Molly la rimprovera per aver trascurato emotivamente Ray. Mentre se ne va, Molly si imbatte in Neal, che la implora di tornare insieme, sostenendo che Molly è la sua musa. Molly lo rifiuta poiché la cerca solo quando è conveniente per lui. Ray scappa di casa e Roma implora Molly di trovarla. Molly trova Ray a Coney Island,  sulle tazze da tè, nonostante sia furiosa con Molly per aver alimentato le sue speranze, crolla tra le braccia di Molly, piangendo.
Molly accetta il consiglio di Ray di mettere all'asta la collezione di chitarre del suo defunto padre a un acquirente sconosciuto; questo le permette di pagare l’affitto del suo appartamento. Alla veglia del padre di Ray, Molly incontra altri musicisti che le chiedono di disegnare i loro vestiti dopo aver visto la giacca di Neal nel suo video. Anche lei e Ingrid fanno pace e Molly trova anche Ray per scusarsi. Le promette di rimanere amica di Ray e si iscrive alla scuola di design dopo aver realizzato il suo talento per la moda.
Molly arriva tardi alla recita di Ray ma è felice di vedere che Ray indossa il tutù che Molly ha progettato per lei. È sorpresa quando Ray balla un freestyle con Neal cantando "Molly Smiles", una canzone scritta per lei da suo padre quando era bambina. Neal suona usando la chitarra acustica di Tommy Gunn, mentre le restanti ballerine ballano con le altre chitarre della collezione di suo padre, rivelando chi era l'acquirente anonimo. In una voce fuori campo, Ray dice che la fine è stata un nuovo inizio per tutti loro.

## Produzione
Originariamente il ruolo di Molly Gunn, anziché a Brittany Murphy, era stato affidato all'attrice Piper Perabo.

## Cameo
Compaiono per un cameo i musicisti Dave Navarro e Mark McGrath (leader degli Sugar Ray).

## Colonna sonora
1. "Charmed Life" - Leigh Nash
2. "Time" - Chantal Kreviazuk
3. "Slung-lo" - Erin Mckeown
4. "Spinning Around The Sun" - Martina Sorbara
5. "Victory" - The Weekend
6. "On Your Own" - Sense Field
7. "E Is For Everybody" - Cooler Kids
8. "Sheets Of Egyptian Cotton" - Jesse Spencer
9. "Night Of Love" - Jesse Spencer
10. "Frightened" - Toby Lightman
11. "The Truth Be Told" - Keram Malicki-Sanchez
12. "Molly Smiles" - Jesse Spencer
13. "Solo Piano" - Joely McNeely
14. "On Broadway" - George Benson

## Trailer
Il trailer realizzato per pubblicizzare il film adopera in parte il singolo Complicated della cantante canadese Avril Lavigne.